# Smilax elastica
Smilax elastica là một loài thực vật có hoa trong họ Smilacaceae. Loài này được Griseb. miêu tả khoa học đầu tiên năm 1842.